# Dingiswayo
Dingiswayo [ˌdiŋɡisˈʷaːjo] (* um 1780; † um 1817; geboren als Godongwana oder Ngodongwa) war Anführer der Mthethwa-Konföderation. Er war zeitweise Mentor des jungen Kriegsführers Shaka, der später zum Herrscher der Zulu aufstieg.

## Leben
Dingiswayo wurde als Godongwana oder Ngodongwa geboren. Sein Vater war das Mthethwa-Oberhaupt Jobe, unter dessen Herrschaft Shaka und seine Mutter Nandi Schutz suchten. Godongwana und sein Bruder Tana planten, ihren Vater zu stürzen. Der Plan wurde jedoch aufgedeckt. Tana wurde getötet, während Dingiswayo trotz Verletzung die Flucht gelang. Er fand Zuflucht in den Vorbergen der Drakensberge und nannte sich fortan Dingiswayo, deutsch etwa „Der Verbannte“. Er erwarb Pferd und Gewehr eines getöteten Briten und erlernte europäische Kriegstaktiken – so erkannte er den Vorteil von stehenden Heeren. Nach dem Tod seines Vaters kehrte er zurück, um dessen Stelle einzunehmen. Seinen Bruder Mawewe, der in der Zwischenzeit die Macht übernommen hatte, ließ er töten.
Mit Shaka als General griff Dingiswayo um 1816 die Amangwane unter Matiwane an und drängte sie über den Buffalo River. Damit begann die Zeit der Mfecane, in der viele Völker aus ihren angestammten Gebieten vertrieben wurden. Dingiswayo verbündete sich 1817 mit den nordöstlich lebenden Tsonga, um mit den Portugiesen Handel an der Delagoa-Bucht treiben zu können, und forderte damit die im Bereich der heutigen Stadt Nongoma lebenden Ndwandwe unter Zwide heraus. Zwide tötete Dingiswayos Schwager. Vermutlich war es Shaka, der Dingiswayo an Zwide verriet, der daraufhin Dingiswayo im Kampf tötete, ohne dass Shaka ihm beistand. Sein Grab befindet sich in KheKheKhe’s Kraal am Nordufer des Tugela.
Dingiswayo war der erste Herrscher der Region, der eine disziplinierte, straff organisierte Armee aufstellen konnte. Sein Nachfolger wurde Shaka, dem es gelang, durch rigorose Maßnahmen diese Haltung im gesamten Volk durchzusetzen.